# Varinder Aggarwal
Varinder Kumar Aggarwal (né en 1961) est un chimiste organique britannique spécialisé dans la Synthèse asymétrique. Il est professeur de chimie synthétique à l'École de chimie de l'Université de Bristol ,.

## Jeunesse
Aggarwal est né en 1961 à Kalianpur, une ville du nord de l'Inde. En 1963, sa famille émigre au Royaume-Uni. Il est l'un des six fils et grandit en Écosse, puis à Nottingham, en Angleterre. 

## Formation et carrière
Aggarwal obtient son doctorat à l'Université de Cambridge en 1986 sous la direction de Stuart Warren. Sa thèse s'intitule Synthèse stéréocontrôlée avec migration de phénylthio . Il effectue un travail postdoctoral avec Gilbert Stork à l'Université Columbia, avant d'occuper des postes d'abord à Bath, puis à Sheffield et enfin à l'Université de Bristol où il est actuellement professeur.

## Recherches
Aggarwal développe de nouvelles méthodes d'utilisation de réactions chimiques pour assembler des molécules complexes et biologiquement importantes. Ses recherches portent sur de nouvelles façons d'accélérer ou de catalyser ces processus de synthèse. Son travail a des applications en médecine, permettant un vaccin plus efficace contre la tuberculose.
Bien que de nombreuses molécules organiques puissent se présenter sous des formes « droitières » et « gauchères », invariablement, une seule d'entre elles est observée dans les organismes vivants. Les réactions chimiques normales, cependant, produisent les deux formes en quantités égales. Les travaux d'Aggarwal sur la synthèse asymétrique permettent de synthétiser sélectivement une plus grande partie de la forme importante pour comprendre les processus biologiques.
Aggarwal est spécialisé dans un type de molécules appelées ylures, qui sont importantes pour la réaction de Wittig - un outil standard en chimie organique.
Aggarwal est le lauréat de plusieurs prix, dont les prix Corday-Morgan et Organic Stereochemistry de la Royal Society of Chemistry. Il est élu membre de la Royal Society (FRS) en 2012 .
En 2019, il est récipiendaire de la médaille Davy de la Royal Society .